# Hanuš Wihan

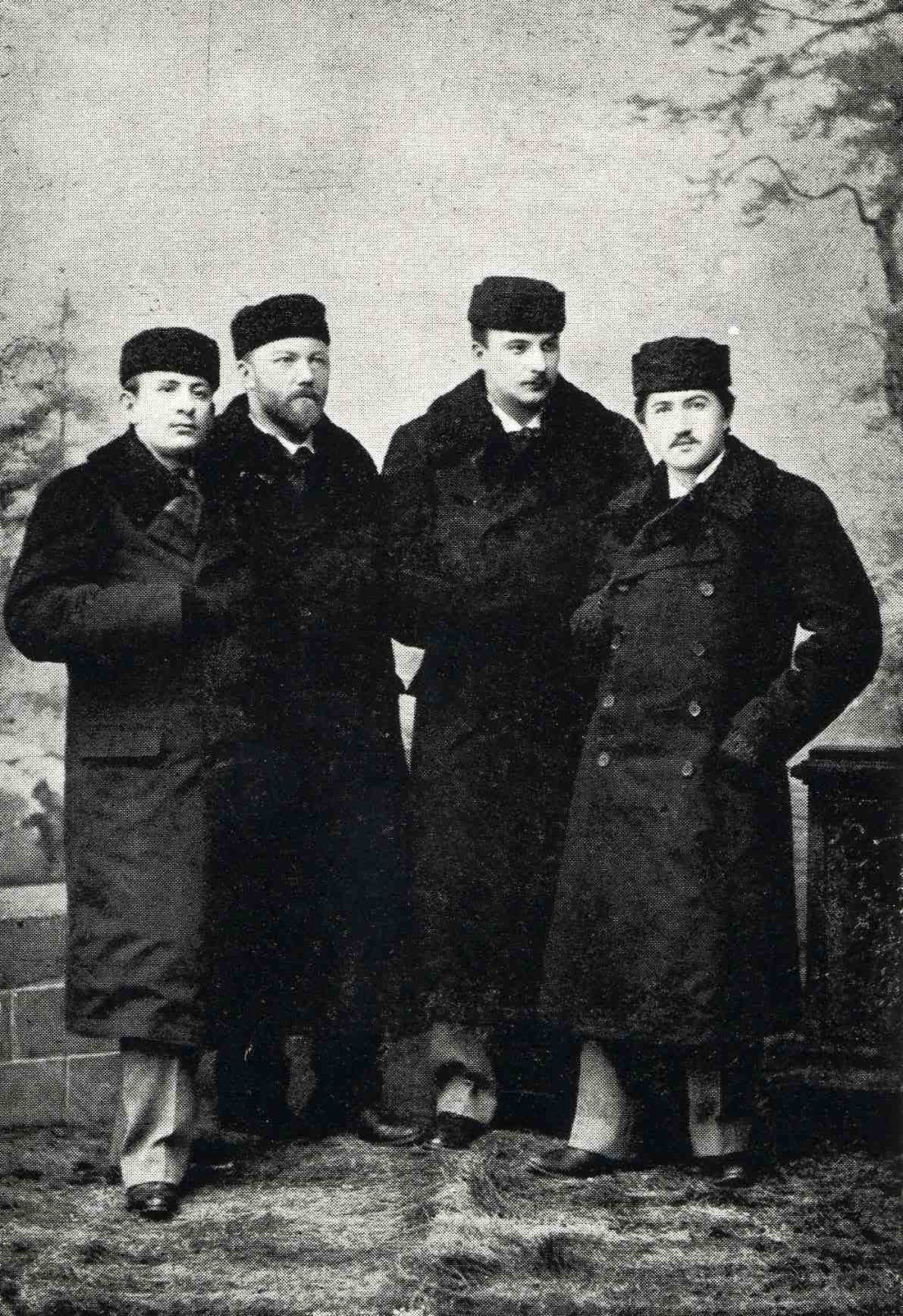
Die Mitglieder des Böhmischen Streichquartetts (von links): Karel Hoffmann, Hanuš Wihan, Oskar Nedbal und Josef Suk. (1895)

Hanuš Wihan (geboren 5. Juni 1855 in Politz, Kaisertum Österreich; gestorben 1. Mai 1920 in Prag, Tschechoslowakei) war ein tschechischer Cellist und Musikpädagoge.

## Leben
Wihan begann seine musikalische Ausbildung dreizehnjährig am Prager Konservatorium bei František Hegenbarth und setzte sie bei Carl Davidoff am Petersburger Konservatorium fort. Achtzehnjährig wurde er Lehrer am Mozarteum in Salzburg. 1874–75 trat er mit dem Orchester des russischen Mäzens Pavel Derviz in Nizza und Lugano auf.
Mit dem Pianisten Josef Jiránek, einem Schüler Smetanas, unternahm er 1875 eine Konzertreise durch Böhmen. 1876 wurde er Solocellist des Berliner Orchesters von Benjamin Bilse und dadurch in Deutschland bekannt; im Folgejahr war er Mitglied der Kapelle in Sondershausen, wo er Franz Liszt kennenlernte.
Im Oktober 1880 trat Wihan der Münchener Hofkapelle als Solist und dem dort seit 1875 bestehenden Streichquartett von Benno Walter jeweils als Nachfolger von Heinrich Schübel bei. Hier lernte er Richard Strauss kennen, der ihm seine Sonate op. 6 und zwei Stücke für Cello und Klavier widmete und deren Uraufführung   er 1882 und 1883 vornahm. Als Mitglied des Walter-Quartetts wirkte er 1881 auch bei der Uraufführung des Streichquartetts von Richard Strauss mit. In den Konzerten der Musikalischen Akademie spielte er 1880 das Cellokonzert von Bernhard Molique und 1882 das von Alfredo Piatti. Am fruchtbarsten für seine weitere musikalische Laufbahn waren die Münchener Jahre durch die regelmäßigen jährlichen Auftritte mit dem Walter-Quartett bis zum Frühjahr 1888 auch auf einigen Konzertreisen, wodurch er sich reiche kammermusikalische Erfahrung erwarb. 1888 wurde er Hegenbarths Nachfolger am Prager Konservatoriums als Professor für
Violoncello und Leiter des Kammermusikensembles. 1892 unternahm er mit Antonín Dvořák und dem Geiger Ferdinand Lachner eine Konzertreise durch tschechische Städte. 1894 trat er mit großem Erfolg bei einem Konzert der Russischen Musikgesellschaft in Moskau mit Robert Volkmanns Cellokonzert und Max Bruchs Kol nidrei auf. Auf der gleichen Konzertreise spielte er mit Jan Hřímalý, David Krein und Nikolai Sokolowski Beethovens Streichquartett op. 131 und mit Paul de Schlözer Chopins Cellosonate.
1895 spielte Wihan die private Uraufführung von Dvořáks Cellokonzert, das dieser ihm gewidmet hatte. Nach der öffentlichen Uraufführung mit Leo Stern in London spielte Wihan es 1899 in Den Haag, Amsterdam und Budapest unter Leitung des Komponisten. Aus Studenten des Prager Konservatoriums, den Geigern Karel Hoffmann und Josef Suk und dem Bratscher Oskar Nedbal, die Schüler von Antonín Bennewitz waren und seinem eigenen Schüler Otakar Berger formte Wihan ein Streichquartett, das 1892 den Namen Bohemian Quartet erhielt und nach 1918 Czech Quartet hieß. Nach Bergers schwerer Erkrankung 1895 spielte er in dem Quartett selbst das Cello. Er unternahm mit dem Quartett Konzertreisen durch Europa und durch Russland, wo der Komponist Sergei Tanejew und der Schriftsteller Lew Tolstoi zu seinen Bewunderern zählten. Sein Nachfolger wurde sein Schüler Ladislav Zelenka, der das Quartett bis zur Auflösung 1934 leitete.

## Quelle
- David Faber: Hanuš Wihan, bei: Cellist-Database, blog, Stand 2010 (Archiviert)

| Personendaten    | Personendaten                           |
| ---------------- | --------------------------------------- |
| NAME             | Wihan, Hanuš                            |
| KURZBESCHREIBUNG | tschechischer Cellist und Musikpädagoge |
| GEBURTSDATUM     | 5. Juni 1855                            |
| GEBURTSORT       | Politz                                  |
| STERBEDATUM      | 1. Mai 1920                             |
| STERBEORT        | Prag                                    |